# Tomé-Açu
Tomé-Açu è un comune del Brasile nello Stato del Pará, parte della mesoregione del Nordeste Paraense e della microregione di Tomé-Açu.